# Arawe

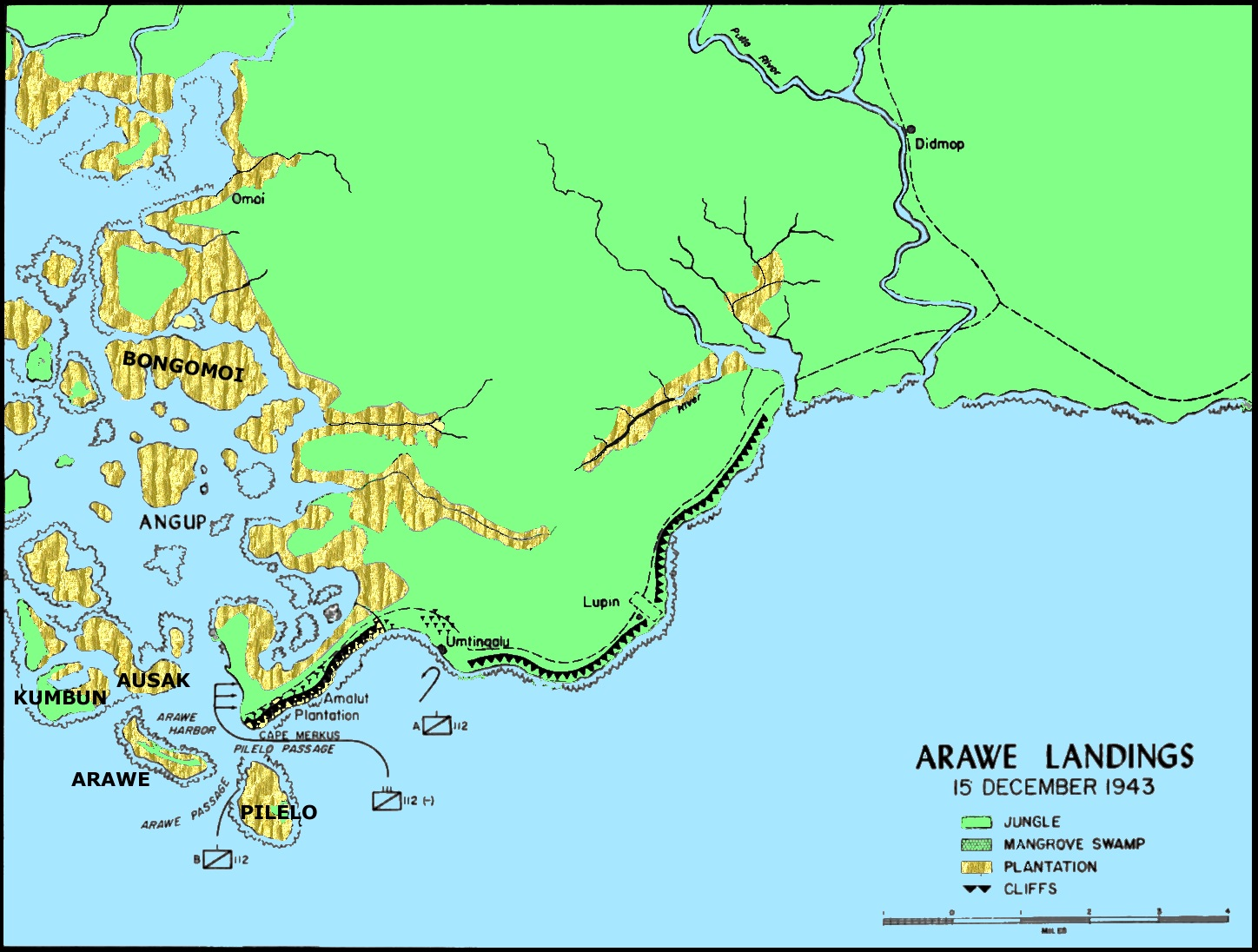
Zona de Arawe

Arawe (también conocida como Arawee, Merkus y Cabo Merkus) es un área de Papúa Nueva Guinea situada al sur de Nueva Bretaña a unos 100 km. del Cabo Gloucester. Un pequeño puerto conocido como Arawe Harbour provee anclaje a la zona. Se encontraron rastros de evidencia humana prehistórica, en concreto los lapita, así como insectos en ámbar en varias islas. La Batalla de Arawe se luchó por el control de la zona durante la Segunda Guerra Mundial. Se encuentra en sus cercanías el aeropuerto de Meselia.

## Segunda Guerra Mundial
Mientras que, antes de la expansión japonesa en el Pacífico, Arawe constituía tan solo un pequeño atolón base rocoso y escarpado útil para el control pesquero, con la llegada de tropas niponas al sur de Nueva Bretaña, se plantaron cocoteros en el terreno y se comenzaron a levantar edificaciones como un pequeño aeródromo de emergencia. El 15 de diciembre de 1943, unidades PT estadounidenses llegaron a la isla con la intención de distraer el alto mando japonés, consiguiendo tomar la zona en varias ofensivas a principios de 1944. El nombre que se le designó desde el mando aliado fue Arawe, mientras que el mando japonés le otorgó el nombre de Cabo Merkus.